# Malonsyra
Malonsyra är en tvåvärd alifatisk karboxylsyra. Den förekommer naturligt som kalciumsalt i bland annat rödbetor. I sin fria form är syran tämligen instabil och dekarboxylerar lätt till ättiksyra och koldioxid. 
Syrans viktigaste derivat är dess dietylester, dietylmalonat, som framställs ur klorättiksyra och natriumcyanid. Dess användbarhet kommer sig av den aktiverade metylengruppen (CH2), som kan deprotoneras och agera nukleofil. Dietylmalonat används vid framställningen av B1- och B6-vitamin, barbiturater och en rad andra värdefulla produkter. Metyliserad malonsyra, metylmalonsyra, deltar i ämnesomsättningen och stiger som regel av brist på vitamin B12.
Malonsyrans namn kommer från det grekiska ordet μᾶλον (malon), som betyder äpple.

## Patologi
Om förhöjda malonsyrenivåer åtföljs av förhöjda metylmalonsyrenivåer kan detta tyda på den metaboliska sjukdomen kombinerad malon- och metylmalonsyrauri (CMAMMA). Genom att beräkna förhållandet mellan malonsyra och metylmalonsyra i blodplasman kan CMAMMA särskiljas från klassisk metylmalonsyrauri.